# Muko wad Nyadwai
Muko Nyadwai Tugo
Muko wad Nyadwai (ou Muko, fils de Nyadwai, fils de Tugo) ou Nyadoké est le treizième souverain du peuple Shilluk, une ethnie africaine du Soudan du Sud fondée par le demi-dieu Nyikang. Muko a exercé son pouvoir entre 1745 et 1750. Ces dates sont approximatives car faute de sources écrites pour cette période, seule la tradition orale peut être évoquée comme source historique.

## Règne
Le règne du roi Muko ne dura que peu de temps, vers 1745-1750, car à cette époque de nombreux princes se rivalisaient entre eux et cherchaient à monter sur le trône royal. Les Shilluk racontent que vers 1740-1760, un prince fut élu en tant que roi mais que le jour de son intronisation il fut assassiné par des rivaux envieux. Le roi Muko ne pouvait souffrir la présence de quiconque auprès de lui. Il donna ainsi l'ordre que les audiences judiciaires ne se fassent pas à Fachoda mais à l'extérieur en plein champ. Cet arrangement heurta la conscience du peuple et le roi Muko connu le triste sort de ses prédécesseurs ; celui d'être assassiné. Sa tombe et son temple funéraire sont localisés dans son village natal de Pabo.